# 哈迪爾·邁希馬爾
哈迪爾·邁希馬爾（Hadir Mekhimar，1997年11月22日—）是一名埃及射擊運動員，主攻10公尺空氣步槍項目。她曾獲得非洲射擊錦標賽女子10公尺空氣步槍冠軍。

## 外部連結
- ISSF（页面存档备份，存于）